# René Dubois (juriste)
Pour les articles homonymes, voir René Dubois et Dubois.
René Dubois (né le 29 décembre 1908 au Locle et mort 23 mars 1957 à Berne) est un procureur fédéral suisse qui s'est suicidé pendant son mandat.

## Biographie
René Dubois est juriste au Ministère public de la Confédération dès 1936. En 1955, il est nommé procureur général de la Confédération (premier socialiste à ce poste). Il est également chef du service de contre-espionnage. Le contexte international est notamment marqué par la guerre d'Algérie.
René Dubois est en contact avec l'agent secret français Marcel Mercier (de l'ambassade de France et du Service de documentation extérieure et de contre-espionnage) et lui transmet des écoutes de l'ambassade d'Égypte à Berne réalisées par l'inspecteur de la police fédérale Max Ulrich,.
En 1957, lorsque l'affaire est révélée dans la presse, il se suicide en se tirant une balle dans la tête.
Un juge fédéral extraordinaire est nommé et une enquête est menée. Seul un policier, Max Ulrich, qui est un agent infiltré des services français au sein de la police fédérale suisse, est poursuivi lors d'un procès à huis clos,.
À la suite de ce scandale, en 1958, le Conseil fédéral décide de dissocier partiellement le Ministère public de la Confédération et la police fédérale.
En 2023, la bande dessinée Berne, nid d'espions : l'affaire Dubois retrace les événements en se basant sur les archives officielles.